# Condado de Mercer (Ohio)

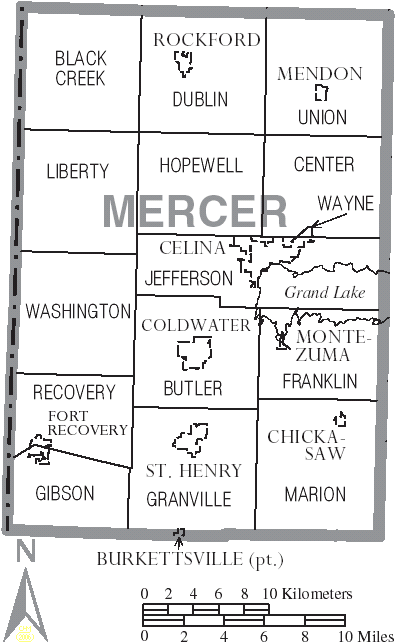
Mapa do condado

O Condado de Mercer é um dos 88 condados do estado americano de Ohio. A sede do condado é Celina, e sua maior cidade é Celina. O condado possui uma área de 1 226 km² (dos quais 26 km² estão cobertos por água), uma população de 40 924 habitantes, e uma densidade populacional de 34 hab/km² (segundo o censo nacional de 2000). O condado foi fundado em 1820.